# Alice Krige
Alice Maud Krige (28. lipnja 1954.) je južnoafrička glumica. Karijeru je započela u Velikoj Britaniji, gdje je 1981. postala zapažena tumačeći lik pjevačice Sybil Gordon u filmu Chariots of Fire. Nakon toga je nastavila rad u SAD, često tumačeći uloge u horor i SF-filmovima i TV-serijama. Među njima je najpoznatija uloga Borgovske kraljice u Zvjezdanim stazama za koju je dobila nagradu Saturn.

## Životopis
Alice Krige rodila se u Upingtonu (JAR) 1954. godine, od majke Pat, psihologinje i oca Louisa, fizičara. Njemačkog je podrijetla. Krige se kasnije preselila u Port Elizabeth gdje je odrasla u vrlo sretnoj obitelji. Poput njenog oca, i njezina dva brata bavila su se fizikom. U London odlazi 1976. i kani biti psiholog, ali ipak se okreće glumi na Sveučilištu Rhodes. Svoju prvu televizijsku ulogu Krige stječe u filmu Vergeet My Nie 1976. godine. Zatim je svoju prvu ulogu u Velikoj Britaniji ostvarila u filmu Priča o dva grada. 1997. godine osvojila je nagradu Saturn za najbolju sporednu glumicu za ulogu u filmu Prvi kontakt. Od sveučilišta Rhodes 2004. godine dobila je nagradu stručnog žirija. U braku je s Paulom Schoolmanom od 1988. godine.

## Izabrana filmografija
- Vatrene kočije kao Sybil Gordon (1981.)
- Prvi kontakt kao Borgovska kraljica (1996.)
- Dva metra pod zemljom (2010.)
- Obavještajci kao Elena Gavrik (2011.)

## Vanjske poveznice
- Alice Krige u internetskoj bazi filmova IMDb-u (engl.)